# Troels Wörsel
Troels Wörsel, född 10 november 1950 i Århus i Danmark, död 2018, var en dansk målare.
Troels Wörsel var son till trafikinspektören Børge Vørsel och Christel Salling. Han utbildade sig till konstnär på egen hand. Han blev intresserad av popkonst och konceptuell konst under 1970-talet. 
Troels Wörsel fick Eckersbergmedaljen 1995 och Thorvaldsenmedaljen 2004. År 2002 mottog han Carnegie Art Awards första pris 2002. Han bodde och arbetade i Köln i Tyskland. Han var sedan 1978 sambo med skulptören Kirsten Ortwed.
| ”            | Wörsels verk kretsar kring måleriets redskap. Han är starkt upptagen av den arbetsprocess som ligger i att skapa en målning, liksom han är oerhört medveten om den tradition som måleriet bär på. Med sina stora eleganta målningar utforskar han ständigt måleriets gränser. | „ |
| – Sarah Grøn | |   |

Troels Wörsel är representerad vid bland annat Göteborgs konstmuseum och Nordiska Akvarellmuseet.